# Ponta das Palmeiras
Ponta das Palmeiras é uma aldeia de São Tomé e Príncipe, localiza-se no Distrito de Cantagalo, ilha de São Tomé, próxima às localidades de Maria Luísa, de Montes Herminos e de Vila Celeste.